# La Chapelle-d’Aunainville
La Chapelle-d’Aunainville település Franciaországban, Eure-et-Loir megyében. Lakosainak száma 243 fő (2022. január 1.).

## Népesség
A település népességének változása:
| Lakosok száma | 146  | 144  | 188  | 249  | 302  | 281  | 274  | 256  | 247  | 243  |
|               | 1968 | 1982 | 1990 | 2006 | 2013 | 2015 | 2017 | 2019 | 2020 | 2022 |